# Чиршкасы (Чиршкасинское сельское поселение)
Чиршкасы́ (чув. Чăрăшкасси) — деревня в Чебоксарском районе Чувашской Республики. Административный центр Чиршкасинского сельского поселения.

## География
Находится в северной части Чувашии на расстоянии приблизительно 18 км на юго-запад по прямой от районного центра — посёлка Кугеси.

## История
Известна с 1858 года как выселок деревни Тогашева (ныне Кивсерткасы Чебоксарского района) с 269 жителями. В 1897 году было учтено 382 жителя, в 1906 — 81 двор, 429 жителей, в 1926 — 96 дворов, 461 житель, в 1939 — 507 жителей, в 1979 — 400. В 2002 году было 148 дворов, в 2010 — 142 домохозяйства. В период коллективизации был образован колхоз «Крахмал», в 2010 году работал СХПК «Искра».

## Население
| 2010 | 2012 |
| ---- | ---- |
| 513  | ↗516 |

Постоянное население составляло 471 человек (чуваши 97 %) в 2002 году.